# Einherjer
Einherjer är norskt metalband från Haugesund. De började spela 1993. Gruppens musik är viking, death och folk metal. Namnet "Einherjer" kommer från nordisk mytologi och betecknar de fallna krigare, Einhärjar, som ansågs ha dött en tapper och ärofull död i strid, varvid de fördes till Valhall.

## Medlemmar
Nuvarande medlemmar
- Frode Glesnes (aka Grimar) – gitarr, sång (1993–2004, 2008– )
- Gerhard Storesund (aka Ulvar) – trummor, keyboard (1993–2004, 2008– )
- Aksel Herløe – gitarr, basgitarr (1999–2004, 2008– )
- Ola Sønstabø – sologitarr (2016– )

Tidigare medlemmar
- Rune Bjelland (aka Nidhogg) – sång (1993–1997)
- Audun Wold (aka Thonar) – basgitarr, keyboard, gitarr (1993–1997)
- Stein Sund – basgitarr (1996–1997, 1999)
- Ragnar Vikse – sång (1997–2000)
- Erik Elden – basgitarr (1998)
- Kjell Håvardsholm – basgitarr (2002–2004)

Bidragande musiker (studio/live)
- Terje Vik Schei (aka Tchort) – basgitarr (1998–1999)
- Jon Lind – basgitarr (2000)
- Hanne E. Andersen – sång (2000)
- Stein Sund – basgitarr (2000)
- Anders Allhage (aka Andy LaRocque) – sologitarr (2000)
- Jostein Marø – sologitarr (2002)
- Eirik Svendsbø – sång (2011)

## Diskografi
Demo
- 1994 – Aurora Borealis
- 2002 – 2002 Demo

Studioalbum
- 1996 – Dragons of the North
- 1998 – Odin Owns Ye All
- 2000 – Norwegian Native Art
- 2003 – Blot
- 2011 – Norrøn
- 2014 – Av oss, for oss
- 2016 – Dragons of the North XX
- 2018 – Norrøne spor
- 2021 – North Star

EP
- 1995 – Leve Vikingånden
- 1997 – Far Far North

Singlar
- 2014 – "Nidstong"
- 2014 – "Nord og Ner"
- 2018 – "Spre Vingene"
- 2018 – "Kill the Flame"
- 2018 – "Mine Våpen Mine Ord"

Samlingsalbum
- 2013 – Aurora Borealis / Leve Vikingånden